# تاکئو واکابایشی
تاکئو واکابایشی (به انگلیسی: Takeo Wakabayashi) بازیکن فوتبال اهل ژاپن و عضو تیم ملی فوتبال ژاپن است که در تاریخ ۲۵ اوت ۱۹۳۰ میلادی اولین بازی ملی‌اش را انجام داد. او در ۲ بازی ملی حضور داشت و آخرین بازی ملی خود را در تاریخ ۲۹ مه ۱۹۳۰ میلادی انجام داد. تاکئو واکابایشی در بازی‌های ملی‌اش
۴ گل به ثمر رساند.